# Nintendogs + cats
『nintendogs + cats』（ニンテンドッグス プラス キャッツ）は、任天堂開発・発売のニンテンドー3DS用ソフトウェアである。2005年に発売されたニンテンドーDS用ソフト『nintendogs』の続編（バージョンアップ版）にあたる。

## 概要
前作『nintendogs』から6年ぶりの新作となる。前作ではイヌを飼育できたが、今作ではイヌに加えて新たにネコも飼育できる。毛並み、眼球のパーツが独立してモデリングされている、同じ犬種でも個体毎にプロポーションが異なるなど、グラフィック面も強化されている。
前作と同様に3種類のバージョンに分かれたソフトが、ニンテンドー3DSと同時発売された。パッケージによって最初に飼うことの出来る子犬が異なる他、入手出来るアイテムが一部異なる。飼うことの出来る子猫はどのパッケージでも同じである。
なお本ソフトは、本体機能である「Miiスタジオ」で作成したMiiを使用できるほか、すれちがい通信でゲーム内の子犬・Miiの情報や3D写真・グッズ等の交換が出来たり、AR（拡張現実）、「いつの間に通信」に対応し、モーションセンサーを利用した歩数計機能を使って散歩が出来るなどニンテンドー3DSのコンセプトである。

## 種類
前作のパッケージは柴・ダックス・チワワであったが、今作では柴以外は全て入れ替えられた。前作は柴のパッケージで登場したトイ・プードルがパッケージを飾って登場し、今作で初登場したフレンチ・ブルがパッケージを飾って登場した。パッケージを飾らなかったダックスは柴のパッケージに登場し、同じくチワワはフレンチ・ブルのパッケージに登場する。
なお、海外に関しては柴の代わりにゴールデン・レトリバーが起用されている。当初は日本についても海外と同じくゴールデン・レトリバーを起用する予定であったが、柴の人気が高い日本市場を考慮し、パッケージを差し替える措置を執った。猫に関しても同様の理由により、海外ではアメリカン・ショートヘアーが起用されているが、日本では三毛猫に差し替えられている。

### 犬
前作と同様に各パッケージによって最初に選べる子犬が違い、以下の通りとなる。
今作では選べる子犬が増えて1パッケージに9種類が最初から選べ、前作で登場した子犬と海外版でのみ登場した子犬が全て登場し、新たに8種類（うち1種類は隠し）の子犬が追加された。
別のパッケージの子犬の追加は前作と同様にすれ違い通信を行ったり、飼い主ポイントを一定以上上げることに加え、今作ではプレイ日数を経過することでも選べるようになり、最終的に全ての子犬から選べるようになる。飼い主ポイントでの子犬の追加は前作では1匹ずつであったが、今作では3匹ずつでプレイ日数でも追加されるようになったため、前作に比べて子犬が早く揃うようになった。
犬名後ろの記号は、○印が前作からの子犬、△印が前作の海外版からの子犬、★印は今作から追加された子犬である。
| - トイ・プードル&Newフレンズ - トイ・プードル ○ - ウェルシュコーギー・P ○ - ミニチュア・シュナウザー ○ - ボクサー △ - ブルテリア ★ - ラブラドール・レトリバー ○ - シー・ズー ○ - ジャック・ラッセル・テリア ○ - ポメラニアン ★ | - フレンチ・ブル&Newフレンズ - フレンチ・ブル ★ - シェットランド・シープドッグ ○ - キャバリア・K・C・スパニエル ○ - チワワ ○ - ダルメシアン △ - ヨークシャー・テリア ○ - ジャーマン・シェパード・ドッグ ○ - シベリアン・ハスキー △ - バセットハウンド ★ | - 柴&Newフレンズ - 柴 ○ - ゴールデン・レトリバー △ - ビーグル ○ - ミニチュア・ピンシャー ○ - ミニチュア・ダックスフンド ○ - マルチーズ ★ - グレート・デーン ★ - パグ ○ - イングリッシュ・コッカー ★ |

- 隠し犬種（犬型ロボット引換券を入手すると飼えるようになる）
  - 犬型ロボット
    - ロボットであるが、エサなどは通常の子犬と同じように再現されているため、通常の子犬と同じ感じで飼うことができる。また、この子犬のみの性格の組み合わせがある。

### 猫
今作から新たに追加された子猫。子猫はどのパッケージも一緒で3種類登場する。最初の子犬と仲良くなると選べるようになる。
スタンダード、オリエンタル、ロングヘアの3タイプと、トラ柄、ポインテッド、ハチワレ、三毛といった模様の組み合わせから選べる。